# 월계관

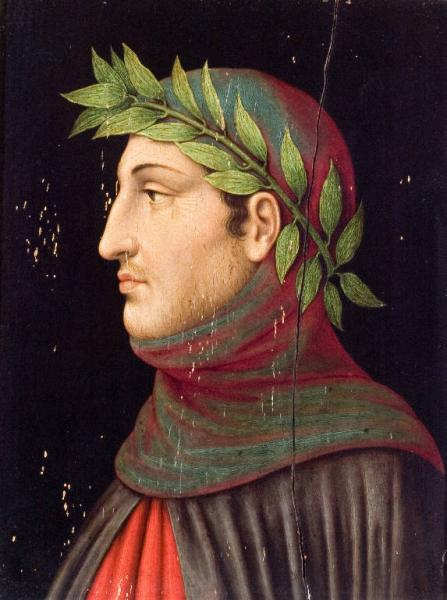

월계관(月桂冠)은 월계수로 만든 관으로서 명예, 영광의 상징이다.

## 고대의 월계관
고대 그리스에서 경기의 승리자에게 아폴론 신과 연고가 있는 월계수의 가지와 잎으로 둥근 테를 만들어 명예의 관으로 씌워준 데서 비롯되며 종려나무의 잎으로도 대신하여 쓰였다.
실제 사도 바울은 고린토 교회에 보낸 첫째편지 9장 24절에서 28절(공동번역성서 개정판)에서 기독교인들이 자기 절제를 해야 함을 말할 때, 체육선수들이 자기 절제를 하고, 연습에 몰두하여 체육행사에서 이기면, 상으로 월계관을 씌워주고, 권투선수들도 연습한 권투기술로써 정확하게 상대선수를 공격하는데, 우리들은 자기 절제를 함으로써 하느님께서 주시는 영원한 삶을 받아야 한다고 설득한다.

## 고대 이후.
그 후 영웅이나 시인의 영관으로 사용되어 영국에는 계관시인의 칭호도 있다. 그 밖의 여러 가지 경기나 학문 등의 업적을 기리는 상장, 상패 등에 인쇄, 조각되어 영예의 표지로 쓰이기도 하고, 일반적으로 가장 뛰어난 사람을 찬양하는 추상적 표현으로도 사용된다.

## 같이 보기
- 시민관
- 그리스의 국장